# Chao Fong-pang
Chao Fong-pang (趙豐邦, Kaohsiung, 15 september 1967) is een Taiwanees professioneel poolbiljarter. Hij werd in 1993 en 2000 wereldkampioen 9-ball en won zowel in 1995, 2001 als 2005 de International Challenge of Champions.

## Records
Fong-pang ging door zijn toernooioverwinning op het WPA World Nine-ball Championship 1993 de boeken in als eerste Aziatische speler ooit die een wereldtitel pool won. In de finale versloeg hij de Duitser Thomas Hasch. Fong-pang was tevens de eerste winnaar van het WPA World Nine-ball Championship die niet uit de Verenigde Staten komt en de eerste Champion of Champions op het International Challenge of Champions van buiten Noord-Amerika.
Fong-pangs aantal van drie toernooizeges op het laatstgenoemde toernooi is een ongeëvenaard record. Oliver Ortmann (1997 en 2000) en Francisco Bustamante (1999 en 2003) wonnen het evenement twee keer.
Fong-pang maakt relatief veel gebruik van jump shots, waarbij de witte bal loskomt van het tafellaken om over een gekleurde bal heen te springen.

## Toernooizeges
Belangrijkste overwinningen:
- WPA World Nine-ball Championship 1993
- International Challenge of Champions 1995
- Winnaar Aziatische Spelen 8-ball
- WPA World Nine-ball Championship 2000
- International Challenge of Champions 2001
- International Challenge of Champions 2005